# Подалирий
Подалирий в древногръцката митология е син на Асклепий и Епиона. Прочут лечител. Брат на Хигия, Ясо, Махаон и Панацея. Заедно с брат си Махаон водят тесалийската армия в Троянската война.